# چاپایف (قزاقستان)
چاپایف (قزاقی: Чапаев) یک منطقه در قزاقستان است که در استان آتیرائو واقع شده‌است. چاپایف ۸۴۷۶ نفر جمعیت دارد.